# Shaila Dúrcal
Shaila Dúrcal, pseudonimo di Shaila de los Ángeles Morales de las Heras (Madrid, 28 agosto 1979), è una cantante e chitarrista spagnola.

## Carriera

### Televisione
Nel 2015, viene scelta come una dei quattro giurati nel talent Tu cara me suena.

## Discografia

### Album
- 2004 - Shaila
- 2006 - Recordando
- 2007 - Recordando Edición Especial
- 2008 - Tanto Amor
- 2009 - Corazón Ranchero
- 2011 - Asi
- 2015 - Shaila Dúrcal